# The Bride Goes Wild
The Bride Goes Wild is een Amerikaanse filmkomedie uit 1948 onder regie van Norman Taurog. Destijds werd de film in Nederland uitgebracht onder de titel Bruiloft met hindernissen.

## Verhaal
De conservatieve schooljuffrouw Martha Terryton heeft een tekenwedstrijd gewonnen. Ze mag het nieuwe boek van de jeugdauteur Greg Rawlins van illustraties voorzien. De auteur is een onverbeterlijke rokkenjager die te veel drinkt. Zijn uitgever John McGrath maakt Martha wijs dat hij een drankprobleem heeft, omdat zijn zoon een jeugddelinquent is.

## Rolverdeling
| Acteur           | Personage           |
| ---------------- | ------------------- |
| Van Johnson      | Greg Rawlins        |
| June Allyson     | Martha Terryton     |
| Jackie Jenkins   | Danny               |
| Hume Cronyn      | John McGrath        |
| Una Merkel       | Juffrouw Doberly    |
| Arlene Dahl      | Tillie Smith Oliver |
| Richard Derr     | Bruce Kope Johnson  |
| Lloyd Corrigan   | Pa                  |
| Elisabeth Risdon | Mevrouw Carruthers  |
| Clara Blandick   | Tante Pewtie        |
| Kathleen Howard  | Tante Susan         |